# Osservatorio "Ammiraglio Vasile Urseanu"
L'Osservatorio Ammiraglio Vasile Urseanu è un osservatorio astronomico pubblico situato a Bucarest, al n. 21 di Boulevard Lascăr Catargiu. È di proprietà del comune di Bucarest ed è l'unico osservatorio della città aperto al pubblico.

## Storia
L'osservatorio fu costruito tra il 1908 e il 1910 per l'ammiraglio Vasile Urseanu, allora presidente della Società Astronomica Rumena "Camille Flammarion", per essere adibito a osservatorio astronomico e sede della Società Astronomica. Fu realizzato su progetto dell'architetto Ion D. Berindey, che gli diede una forma che ricorda una nave. Fu realizzata anche una cupola e l'osservatorio fu equipaggiato con un telescopio Zeiss da 150 mm di diametro, con una lunghezza focale di 2,7 metri. L'osservatorio di Urseanu era frequentato da astrofili, mentre i ricercatori professionisti lavoravano all'Osservatorio astronomico sito sulla collina Filaret del Parco Carol. Dopo la morte dell'ammiraglio Urseanu, avvenuta nel 1926, il telescopio fu smontato e conservato nel seminterrato. Nel 1933 la vedova di Urseanu cedette l'edificio al comune di Bucarest, che lo trasformò in pinacoteca. Nel 1949 i quadri furono trasferiti ad altri musei. Nell'aprile del 1950 il telescopio fu ricollocato nella cupola e l'edificio ritornò alla destinazione originaria di osservatorio astronomico. Negli anni sessanta la struttura divenne Museo di Scienze sperimentali e fu arricchita con laboratori di fisica e chimica e con una stazione meteorologica. Nel 1971 la struttura fu trasformata nel Museo dell'Astronomia rumena. Nel 1990 la struttura è stata rinominata Osservatorio Ammiraglio Vasile Urseanu. Nel 2013 l'edificio è stato chiuso per lavori di consolidamento e restauro finanziati dall'Unione Europea e ha riaperto nel 2016.